# نادي تشافيس
نادي تشافيس هو نادي كرة قدم برتغالي من مدينة تشافيس.تأسس النادي في 1949.